# Itero del Castillo
Itero del Castillo település Spanyolországban, Burgos tartományban. Itero del Castillo Melgar de Yuso, Itero de la Vega, Palacios de Riopisuerga, Arenillas de Riopisuerga, Castrillo Mota de Judíos és Pedrosa del Príncipe községekkel határos. Lakosainak száma 71 fő (2024).

## Népesség
A település népessége az utóbbi években az alábbiak szerint változott:
| Lakosok száma | 123  | 110  | 100  | 102  | 105  | 84   | 80   | 80   | 82   | 71   |
|               | 2001 | 2004 | 2006 | 2009 | 2011 | 2014 | 2016 | 2019 | 2021 | 2024 |